# LBQS 1429-008
LBQS 1429-008 (альтернативні позначення: QQ 1429−008, QQ 1432−0106, QQQ J1432−0106) - перший відкритий фізично потрійний квазар.